# Rocks Off
«Rocks Off» —en español: «Orgasmo»— es una canción de la banda inglesa de rock The Rolling Stones, escrita por Mick Jagger y Keith Richards, incluida su álbum doble Exile on Main St. de 1972. Fue lanzada como sencillo en Japón en septiembre de 1972.

## Historia
«Rock Off» se trata de una de las tantas canciones del álbum que fueron grabadas en Villa Nellcôte, en una casa alquilada por Keith Richards, ubicada en el sur de Francia durante el verano y el otoño de 1971 . Los overdubs y la mezcla final se hicieron más tarde en los estudios Sunset Sound en Los Ángeles, California entre diciembre de 1971 y marzo de 1972.
Mick Jagger la interpreta con una voz agrietada que hace incomprensibles algunas partes de la letra además se le suma los oscuros aportes en los coros de Keith Richards. En su reseña, Jason Ankeny califica a la canción como "densa... casi impenetrablemente, caótica y cohesiva al mismo tiempo..."
La letra de la canción es muy variada y discordante por momentos, la letra habla sobre un chico que ha vivido su vida a tal extremo que las cosas que antes le divertían o le desagradaban ya le son indiferentes y sin sentido, la única forma en la que puede sertir "satisfacción" es cuando duerme. También se refiere al efecto de las drogas donde "pasan los días a la velocidad del rayo".
La mezcla de la canción es muy dispareja, ya que muchos instrumentos, e incluso de la interpretación, se desvanecen dentro y fuera de la misma. Debido a que se grabó en el húmedo sótano de la casa alquilada por Richards en donde la banda solía ensayar, las guitarras nunca están en sintonía durante el transcurso de la canción. Jimmy Miller produjo el corte, para lo que requirió, además de los miembros usuales de la banda, a Nicky Hopkins en el piano, y a Jim Price y Bobby Keys en los vientos.

## Personal
Acreditados:
- Mick Jagger: voz
- Keith Richards: guitarra eléctrica, coros
- Mick Taylor: guitarra eléctrica
- Charlie Watts: batería
- Bill Wyman: bajo
- Nicky Hopkins: piano
- Bobby Keys: saxofón
- Jim Price: trompeta, trombón